# Берта Зульцбаська
Берта (Ірина) Зульцбаська (близько 1110 — 29 серпня 1159) — візантійська імператриця.

## Життєпис
Була донькою Беренгар II, графа Зульцбаха, та Аделаїди Вольтратсхаузен. Народилася близько 1110 року в Зульцбасі, отримавши ім'я Берта. У 1125 році помер її батько. У 1141 році посли візантійського імператора Іоанна II прибули до Німеччини, шукаючи союзу в боротьбі проти Рожера II, короля Сицилії. Щоб скріпити союз, посли просили короля Конрада III погодитися на шлюб своєї доньки з сином імператора Мануїлом. Втім німецький король вважав за краще видати заміж небогу своєї дружини Гертруди Зульцбаської, відправивши її до Візантії в супроводі Еміха фон Лейнінгена, єпископа Вюрцбурзького.
На час прибуття делегації до Константинополя імператор Іоанн II помер, а Мануїл, що став новим імператором, не поспішав укладати шлюб. Лише у 1146 році він відбувся. Берта отримала титул імператриці, а також змінила ім'я на Ірину. Сучасники відзначають її скромність, відсутність марнославства і побожність.
При дворі багато зробила для зміцнення стосунків між Священною Римською та Візантійською імперіями. Зміцнення між чоловіком та Конрадом III відбулося 1148 року, коли останній повертався до Німеччини після Другого хрестового походу. Водночас надавала усіляку протекцію вихідцям із Німеччини.
Померла у 1159 році від раптової хвороби, що перебігала з гарячкою. Її поховано у монастирі Пантакратора в Константинополі.

## Родина
Чоловік — Мануїл I, візантійський імператор.
Діти:
- Марія (1152—1182), дружина Рене Монферратського
- Анна (1154—1158)